# Asphodeliengrund
Der Asphodeliengrund (auch die Asphodeloswiese) ist ein Ort aus der griechischen Mythologie. In der Odyssee herrschte Achilleus nach seinem Tod als Totengott über den Asphodeliengrund und seine Bewohner.
Die Unterwelt war dreigeteilt. Neben dem Elysion, der Insel der Seligen, und dem höllenartigen Tartaros fand sich der Asphodeliengrund. Dort wuchsen auf den Asphodeloswiesen die Asphodelen (laut Zekert Weißer Affodill) als mythische Blumen. Dort hausten auch die meisten Toten, die „unvollkommenen Seelen“, weder gut noch schlecht, als Schatten, die sich erst nach langer Zeit verflüchtigten.